# Sigma-álgebra
Em matemática, uma σ-álgebra (pronunciada sigma-álgebra) sobre um conjunto X é uma coleção de subconjuntos de X, incluindo o conjunto vazio, e que é fechada sobre operações contáveis de união, interseção e complemento de conjuntos. Estas álgebras são muito usadas para definir medidas em X. O conceito é importante em análise e probabilidade. O par (X, Σ) é chamado espaço mensurável.
A σ-álgebra especializa o conceito de conjunto algébrico. Uma álgebra de conjuntos precisa apenas ser fechada sob a união ou interseção de vários subconjuntos finitos.
O uso principal das σ-álgebras é na definição de medidas; especificamente, a coleção daqueles subconjuntos para os quais uma dada medida definida é necessariamente uma σ-álgebra. Este conceito é importante na análise matemática como base para a integração de Lebesgue e, em teoria da probabilidade, onde ela é interpretada como a coleção de eventos que podem ser atribuídos com probabilidades. Também em probabilidade, σ-álgebras são cruciais na definição de esperança condicional. 
Em estatística, (sub) σ-álgebras são necessárias para uma definição matemática formal de suficiência estatística;  particularmente quando a estatística é uma função ou um processo aleatório e a noção de densidade condicional não é aplicável. 
Se X = {a, b, c, d}, uma possível σ-álgebra em X é  Σ = { ∅, {a, b}, {c, d}, {a, b, c, d} }, onde ∅ é o conjunto vazio. Em geral, uma álgebra finita é sempre uma σ-álgebra.
Se  {A1, A2, A3, …} é uma partição contável de X, então a coleção de todas as uniões de conjuntos na partição (incluindo o conjunto vazio) é uma  σ-álgebra.
Um exemplo mais útil é o conjunto de subconjuntos da reta real que se forma começando com todos os intervalos abertos e a subsequente adição de todas as uniões e intersecções contáveis e complementos relativos num processo continuo (por indução transfinita através de todos os ordinais contáveis) até que as propriedades de fechamento relevantes são alcançadas (uma construção chama de hierarquia de Borel).

## Motivação
Há ao menos três motivos chave para σ-álgebras: definição de medidas, manipulação de limites de conjuntos, e gerenciamento de informação parcial caracterizada por conjuntos. 

### Medida
Uma medida em X é uma função que designa um número real não negativo para subconjuntos de X; pode-se pensar que isto se trata de tornar precisa a noção de "tamanho"ou "volume" para conjuntos. É desejado que o tamanho da união de conjuntos disjuntos seja igual à soma de seus tamanhos individuais, mesmo para uma sequencia infinita de conjuntos disjuntos. 
Poderia-se pensar em designar um tamanho para cada subconjunto de X, mas em vários arranjos naturais isso não é possível. Por exemplo, o axioma da escolha implica que quando o tamanho sob consideração é a noção comum de comprimento para subconjuntos da reta real, então há conjuntos para os quais não existe tamanho, por exemplo, o conjunto de Vitali. Por essa razão, consideramos uma coleção menor de subconjuntos privilegiados de X. Estes subconjuntos serão chamados de conjuntos mensuráveis. Eles estão enclausurados dentro de operações para as quais se esperaria conjuntos mensuráveis, isto é, o complemento de um conjunto mensurável é um conjunto mensurável e uma união contável de conjuntos mensuráveis é um conjunto mensurável. Coleções não vazias com estas propriedades são chamadas de σ-álgebras. 

### Limites de conjuntos
Muitos usos de medidas, como o conceito de probabilidade de convergência de variáveis aleatórias, envolvem limites de sequências de conjuntos. Para isso, o fechamento sob uniões contáveis e intersecções é necessário. Limites de conjuntos são definidos como se segue em σ-álgebras.
- O limite supremo de uma sequência A1, A2, A3, ..., cada qual um subconjunto de X, é
- {\displaystyle \limsup _{n\to \infty }A_{n}=\bigcap _{n=1}^{\infty }\bigcup _{m=n}^{\infty }A_{m}.}

- O limite ínfimo de uma sequência A1, A2, A3, ..., cada qual um subconjunto de X, é

{\displaystyle \liminf _{n\to \infty }A_{n}=\bigcup _{n=1}^{\infty }\bigcap _{m=n}^{\infty }A_{m}.}
- Se, de fato,

{\displaystyle \liminf _{n\to \infty }A_{n}=\limsup _{n\to \infty }A_{n}}
então o {\displaystyle \lim _{n\to \infty }A_{n}} existe como o conjunto comum.

### Sub σ-álgebras
Em grande parte da probabilidade, especialmente quando a esperança condicional está envolvida, pode-se preocupar com conjuntos que representam apenas parte de toda a informação que pode ser observada. Essa informação parcial pode ser caracterizada com uma σ-álgebra menor que é um subconjunto da σ-álgebra principal; isso consiste da coleção de subconjuntos relevantes apenas para e determinado pela informação parcial. Um simples exemplo é suficiente para ilustrar esta ideia. 
Imagine que você está jogando um jogo que envolve lançar uma moeda repetidamente e observar se ela cai em Cara (C) ou Coroa (Co). Uma vez que você e seus adversários são infinitamente abastados, não há limite para quanto tempo durará o jogo. Isso significa que o espaço amostral Ω deve consistir de todas as infinitas possibilidade de sequências de C ou Co:
{\displaystyle \Omega =\{C,Co\}^{\infty }=\{(x_{1},x_{2},x_{3},\dots ):x_{i}\in \{C,Co\},i\geq 1\}}.
No entanto, depois de n lançamentos da moeda, você pode querer determinar ou revisar sua estratégia de aposta antes do próximo lançamento. A informação observada naquele ponto pode ser descrita em termos das 2n possibilidades para os primeiros n lançamentos.  Formalmente, uma vez que você precisa usar subconjuntos de Ω, isso é codificado como uma σ-álgebra:
{\displaystyle {\mathcal {G}}_{n}=\{A\times \{C,Co\}^{\infty }:A\subset \{C,Co\}^{n}\}}
Observe que então
{\displaystyle {\mathcal {G}}_{1}\subset {\mathcal {G}}_{2}\subset {\mathcal {G}}_{3}\subset \cdots \subset {\mathcal {G}}_{\infty }},
onde {\displaystyle {\mathcal {G}}_{\infty }} é a menor σ-álgebra contendo todas as outras.

## Definição e propriedades

### Definição formal
Sendo X um conjunto, e  2X representa seu conjunto de partes ou conjunto potência. Então, X é uma σ-álgebra se e somente se X possui as seguintes propriedades[2]:
1. O conjunto vazio está em X,
2. Se Σ está em X, então o mesmo ocorre para o complemento de Σ.
3. Se E1, E2, E3,… é uma seqüência em X, então sua união (numerável) também está em X[1].[1]

Obs: Em alguns livros a definição 1 apresenta um conjunto universo Ώ ao invés do vazio, mas não há problema pois o ΏC = vazio
De 1 e 2 segue que S está em X; de 2 e 3 segue que a σ-álgebra também é fechada sobre interseções (via leis de De Morgan); de 1, 2 e 3 segue que o conjunto vazio está em Σ, uma vez que de acordo com (1) X está em Σ e (2) afirma que seu complemento, o conjunto vazio, também é Σ. Além do mais, uma vez que {X, ∅} satisfaz a condição (3) também, se segue que (X, ∅} é a menor σ-álgebra possível em X. A maior σ-álgebra possível em X é 2X.
Um par ordenado (S, X), onde S é um conjunto e X é uma σ-álgebra sobre S, é chamado de um espaço mensurável. Uma função entre dois espaços mensuráveis é chamada de função mensurável se o conjunto imagem de todo o conjunto mensurável é mensurável. A coleção de espaços mensuráveis forma uma categoria, com as funções mensuráveis como morfismos. Medidas são definidas com certos tipos de funções de uma σ-álgebra para  [0, ∞]. Uma σ-álgebra é tanto um sistema-π e um sistema Dynkin (sistema-λ). O contrário também é verdade, de acordo com o teorema de Dynkin (abaixo).

### Teorema de Dynkin
Este teorema (ou o teorema de classe monótona relacionado) é uma ferramenta essencial para prover várias propriedades sobre σ-álgebras especificas. Ele se aproveita da natureza de duas classes de conjuntos mais simples, as quais mostramos a seguir. 
Um sistema-π P é a coleção dos subconjuntos de Σ que está fechada sob várias intersecções finitas,
um sistema de Dynkin (ou sistema -λ) D é a coleção de subconjuntos de Σ que contém Σ e está fechado sob complemento e sob uniões contáveis de conjuntos disjuntos. 
O teorema Dynkin π-λ diz que se P é um sistema-π e D é um sistema de Dynkin que contém P, então a σ-álgebra σ(P) gerada por P está contida em D. Uma vez que certos sistemas-π são de classes relativamente simples, pode não ser difícil de verificar que todos os conjuntos em P se aproveitam da propriedade sob consideração enquanto, ao mesmo tempo, mostrar que a coleção D de todos os subconjuntos com a propriedade é um sistema de Dynkin também pode ser bastante simples. O teorema de Dynkin π-λ então implica que todos os conjuntos em σ(P) se aproveitam da propriedade, evitando a tarefa de checar por isso em um conjunto arbitrário em σ(P).
Um dos usos mais fundamentais do teorema π-λ é o de mostrar a equivalência de medidas ou integrais separadamente definidas. Por exemplo, ele é usado para equacionar a probabilidade de uma variável X aleatória com a integral de Lesbesgue-Stieltjes tipicamente associada com a computação da probabilidade: 
{\displaystyle \mathbb {P} (X\in A)=\int _{A}\,F(dx)}  para todo A na  σ-algebra Borel em R,
onde F(x) é a função distribuição acumulada para X, definida em R, enquanto  {\displaystyle \mathbb {P} }  é uma medida de probabilidade, definida em uma σ-álgebra Σ de subconjuntos de alguns espaços amostrais Ω.

### Propriedades
- Associado a um espaço amostral S podemos ter muitas diferentes sigmas-álgebras[4]. Se S é qualquer conjunto, então a coleção consistindo de apenas o conjunto vazio e S é uma σ-álgebra sobre S, a chamada σ-álgebra trivial. Outra σ-álgebra sobre S é dada pelo conjunto das partes de S.
- Se {Xa} é uma família de σ-álgebras sobre S, então a interseção de todos os subconjuntos Xa é também uma σ-álgebra sobre S.
- Se U é uma coleção arbitrária de subconjuntos de S, então pode-se formar uma σ-álgebra especial a partir de U, chamada σ-álgebra gerada por U e denotada por σ(U). Define-se σ(U) da seguinte maneira:

Primeiramente, nota-se que existe uma σ-álgebra sobre S que contém U, por exemplo, o conjunto das partes de S.
Considere Φ como sendo a coleção (não-vazia) de todas as σ-álgebras sobre S que contém U (isto é, uma σ-álgebra X sobre S está em Φ se e somente se U está em X). Então, define-se σ(U) como sendo a interseção de todas σ-álgebras em Φ. σ(U) é pois a menor σ-álgebra sobre S que contém U.
- A σ-álgebra de Borel: a definição acima nos leva ao quiçá mais importante exemplo de σ-álgebra: a Álgebra de Borel sobre qualquer espaço topológico, gerada pelos conjuntos abertos (ou, equivalentemente, pelos conjuntos fechados). Note que esta σ-álgebra não é geralmente o conjunto potência de tal espaço. Para um exemplo não-trivial, veja Conjunto de Vitali.
- A σ-álgebra de Lebesgue: no Espaço euclidiano Rn, outra σ-álgebra é importante: a formada por todos os conjuntos mensuráveis (Lebesgue). Todo elemento da sigma-álgebra de Borel está na sigma-álgebra de Lebesgue, mas o contrário não é verdadeiro. Esta é a sigma-álgebra preferida na teoria de integrais. O Conjunto de Vitali é o exemplo padrão de um subconjunto de números reais que não está nesta sigma-álgebra.

## Combinando σ-algebras
Suponha que {\displaystyle \textstyle \{\Sigma _{\alpha }:\alpha \in {\mathcal {A}}\}} é uma coleção de σ-álgebras em um espaço "X". 
- A intersecção de uma coleção de σ-álgebras é uma σ-álgebra. Para enfatizar sua característica como uma σ-álgebra, ela é frequentemente denotada por:

{\displaystyle \bigwedge _{\alpha \in {\mathcal {A}}}\Sigma _{\alpha }.}
Rascunho da prova: Deixe  Σ∗ denotar a intersecção. Uma vez "X" está em toda Σα, Σ∗ não está vazio. O fechamento sob complemento e uniões contáveis para todo Σα implica que o mesmo deve ser verdade para Σ∗. Então, Σ∗ não é uma σ-álgebra.
- A união de uma coleção de σ-álgebras não é genericamente uma σ-álgebra, ou mesmo uma álgebra, mas ela gera uma σ-álgebra conhecida como uma junção que é tipicamente denotada como

{\displaystyle \bigvee _{\alpha \in {\mathcal {A}}}\Sigma _{\alpha }=\sigma \left(\bigcup _{\alpha \in {\mathcal {A}}}\Sigma _{\alpha }\right).}
Um sistema-π que gera a junção é 
{\displaystyle {\mathcal {P}}=\left\{\bigcap _{i=1}^{n}A_{i}:A_{i}\in \Sigma _{\alpha _{i}},\alpha _{i}\in {\mathcal {A}},\ n\geq 1\right\}.}
Rascunho da prova: No caso n = 1, se vê que cada {\displaystyle \Sigma _{\alpha }\subset {\mathcal {P}}}, então
{\displaystyle \bigcup _{\alpha \in {\mathcal {A}}}\Sigma _{\alpha }\subset {\mathcal {P}}.}
Isso implica
{\displaystyle \sigma \left(\bigcup _{\alpha \in {\mathcal {A}}}\Sigma _{\alpha }\right)\subset \sigma ({\mathcal {P}})}
Pela definição de uma σ-álgebra gerada por uma coleção de subconjuntos. Por outro lado,
{\displaystyle {\mathcal {P}}\subset \sigma \left(\bigcup _{\alpha \in {\mathcal {A}}}\Sigma _{\alpha }\right)}
o que, pelo teorema π-λ de Dynkin, implica
{\displaystyle \sigma ({\mathcal {P}})\subset \sigma \left(\bigcup _{\alpha \in {\mathcal {A}}}\Sigma _{\alpha }\right).}

### σ-álgebras para subespaços
Suponha que Y é um subconjunto de X e deixe que (X, Σ) seja um espaço mensurável. 
- A coleção {Y ∩ B: B ∈ Σ} é uma σ-álgebra de subconjuntos de Y.

- Suponha que (Y, Λ) é um espaço mensurável. A coleção {A ⊂ X : A ∩ Y ∈ Λ}  é uma σ-álgebra de subconjuntos de X.

### Relação com σ-anel
Uma σ-álgebra Σ é apenas um σ-anel que contém o conjunto universal de X. Um σ-anel não precisa de uma σ-álgebra, como por exemplo os subconjuntos mensuráveis de zero da medidade de Lebesgue na reta real são um σ-anel, mas não uma σ-álgebra posto que a reta real tem medida infinita e por tanto não pode ser obtida por sua união contável. Se, ao contrário de uma medida zero, se mede subconjuntos de medida de Lebesgue finita, esse serão anéis mas não σ-anéis, uma vez que a reta real pode ser obtida pela união contável mas a medida não é finita. 

### Nota tipográfica
σ-álgebras são às vezes denotadas usando-se letras maiúsculas de caligrafia, o tipo Fraktur. Então (X, Σ) pode ser denotado como {\displaystyle \scriptstyle (X,\,{\mathcal {F}})} ou  {\displaystyle \scriptstyle (X,\,{\mathfrak {F}})}.

## Casos particulares e exemplos

### σ-álgebras separáveis
Uma σ-álgebra separável (ou σ-campo separável) é uma σ-álgebra que é um espaço separável quando considerada como espaço métrico com métrica {\displaystyle \rho (A,B)=\mu (A{\mathbin {\triangle }}B)} para {\displaystyle A,B\in {\mathcal {F}}} e uma dada medida {\displaystyle \mu } (com {\displaystyle \triangle } sendo o operador de diferença simétrica).Note que qualquer σ-algebra gerada por uma coleção contável de conjuntos é separável, mas o contrário não ocorre. Por exemplo, a σ-algebra de Lebesgue é separável (uma vez que todo o conjunto mensurável de Lebesgue é equivalente a algum conjunto de Borel) mas não gerado de forma contável (uma vez que a sua cardinalidade é maior que o contínuo).
Um espaço de medida separável tem uma pseudométrica natural que o faz separável como um espaço separável.A distância entre dois conjuntos é definida como a medida da diferença simétrica dos dois conjuntos. Note que a diferença simétrica de dois conjuntos distintos pode ter medida zero; por isso a definição dada acima sobre pseudométrica não precisa ser uma métrica verdadeira. No entanto, se conjuntos cujas diferença simétricas tem medida zero são identificados dentro de uma única classe de equivalência, o quociente do conjunto resultante pode ser propriamente medido pela métrica induzida. Se a medida do espaço é separável, pode-se mostrar que a métrica do espaço correspondente o é também.

### Exemplos simples baseados em conjuntos
Deixe X ser qualquer conjunto.
- A familia que consiste apenas do conjunto vazio e do conjunto X é chamada de σ-álgebra trivial ou mínima sobre X.
- O conjunto de partes de X é chamado de σ-álgebra discreta.
- A coleção {∅, A, Ac, X} é uma σ-álgebra simples gerada pelo subconjunto A.
- A coleção de subconjuntos de X que são contáveis ou cujos complementos são contáveis é uma σ-álgebra (que é distinta do conjunto de partes de X se e somente se X é incontável). Esta é a σ-álgebra gerada pelo conjunto unitário de X. Note: "contável"inclui finito ou vazio.
- A coleção de todas as uniões de conjuntos em uma partição contável de X é uma σ-ágebra.

### σ-álgebras e o tempo de parada
Um tempo de parada {\displaystyle \tau } pode definir um {\displaystyle \sigma }-álgebra {\displaystyle {\mathcal {F}}_{\tau }}, também chamado de {\displaystyle \sigma }-álgebra tempo de parada, que num espaço de probabilidade filtrado descreve a informação até o tempo aleatória {\displaystyle \tau }, no sentido de que, se o espaço de probabilidade filtrado é interpretado como um experimento aleatório, o máximo de informações que podem ser encontradas sobre o experimento repetindo-o diversas vezes de forma arbitrária até o tempo {\displaystyle \tau } é {\displaystyle {\mathcal {F}}_{\tau }}.

## σ-algebras geradas por famílias de conjuntos

### σ-álgebra gerada por uma familia arbitraria
Deixe F ser uma família arbitraria de subconjuntos de X. Então, passa a existir a menor de todas as σ-álgebras que contém todo conjunto de F (mesmo que F, ele mesmo, possa ou não ser uma σ-álgebra). Ela é, de fato, a interseção de todas as σ-álgebras contendo F (veja as interseções de σ-álgebras acima). Esta σ-álgebra é denotada como σ(F) e é chamada como a σ-ágebra gerada por F. Se F for vazio, então σ(F)={X, ∅}. Caso contrário, σ(F) consiste de todos os subconjuntos de X que podem ser feitos a partir dos elementos de F por um número contável de operações de complemento, união e interseção. Em um exemplo simples, considere o conjunto X = {1, 2, 3}. Então, a σ-ágebra gerada pelo subconjunto único { 1 } é σ({{1}}) = {∅, {1}, {2, 3}, {1, 2, 3}}. Por um abuso de notação, quando uma coleção de subconjuntos contém apenas um elemento A, pode-se escrever σ(A) ao invés de σ({A}); no exemplo anterior, σ({1})  ao invés de σ({{1}}). De fato, usar σ(A1, A2, ...) para dizer σ({A1, A2, ...}) é também bastante comum. Há muitas famílias de subconjuntos que geram σ-álgebras úteis. Alguns desses estão apresentados aqui.

### σ-álgebra gerada por uma função
Se f é uma função de um conjunto "X" a um conjunto "Y" e "B" é uma σ-álgebra de subconjuntos de "Y", então a σ-álgebra gerada pela função de f, denotada por σ(f), é a coleção de todas as imagens inversas  f−1(S) dos subconjuntos de "S" em "B". Ex: 
{\displaystyle \sigma (f)=\{f^{-1}(S)\,|\,S\in B\}.}
Uma função f de um conjunto X a um conjunto Y é mensurável com respeito a uma σ-álgebra ∑ de subconjuntos de X se e somente se σ(f)  é um subconjunto de ∑.
Uma situação comum, e entendida por definição se B não está explicitamente especificado, é quando Y é um espaço métrico ou topológico e B é a coleção dos conjuntos de Borel em Y.
Se f é uma função de X a Rn então σ(f) é gerado pela família de subconjuntos que são imagens inversas dos intervalos/retângulos em Rn:
{\displaystyle \sigma (f)=\sigma \left(\{f^{-1}((a_{1},b_{1}]\times \cdots \times (a_{n},b_{n}]):a_{i},b_{i}\in \mathbb {R} \}\right).}
Uma propriedade útil é a seguinte: Assuma que f é um mapa mensurável de (X, ΣX) a (S, ΣS) e g é um mapa mensurável de (X, ΣX) a (T, ΣT). Se existe um mapa mensurável h de (T, ΣT) a (S, ΣS) de tal forma que f(x) = h(g(x)) para todos os valores de x, então σ(f) ⊂ σ(g). Se S é finito ou contavelmente infinito ou, mais genericamente, (S, ΣS) é um espaço de Borel padrão (ex. um espaço métrico completo e separável com seus conjuntos de Borel associados), então o contrário também é verdade. Exemplos de espaços de Borel padrão incluem Rn com seus conjuntos de Borel e R∞ com a σ-álgebra cilíndrica descrita abaixo. 

### σ-álgebras de Borel e Lebesgue
Um importante exemplo é a álgebra de Borel sobre qualquer espaço topológico: a σ-álgebra gerada pelos conjuntos abertos (ou, equivalentemente, pelos conjuntos fechados). Note que esta σ-álgebra não é, em geral, todo o conjunto de partes. Para um exemplo não trivial que não seja um conjunto de Borel, veja o conjunto de Vitali ou os conjuntos Não-Borelianos. 
No espaço Euclidiano Rn, outra σ-álgebra é de importância: aquela de todos os conjunto mensuráveis de Lebesgue. Essa σ-álgebra contém mais conjuntos que a σ-álgebra de Borel em Rn e é preferida na teoria de integração, posto que ela dá um espaço mensurável completo.

### σ-álgebra produto
Deixe {\displaystyle (X_{1},\Sigma _{1})} e {\displaystyle (X_{2},\Sigma _{2})} serem dois espaços mensuráveis. A σ-álgebra para o espaço produto correspondente {\displaystyle X_{1}\times X_{2}}  é chamada de σ-álgebra produto e é definida por: 
{\displaystyle \Sigma _{1}\times \Sigma _{2}=\sigma (\{B_{1}\times B_{2}:B_{1}\in \Sigma _{1},B_{2}\in \Sigma _{2}\}).}
Observe que {\displaystyle \{B_{1}\times B_{2}:B_{1}\in \Sigma _{1},B_{2}\in \Sigma _{2}\}} é um sistema-π.
A σ-álgebra de Borel para Rn é gerada por retângulos meio infinitos e por retângulos finitos. Por exemplo,
{\displaystyle {\mathcal {B}}(\mathbb {R} ^{n})=\sigma \left(\left\{(-\infty ,b_{1}]\times \cdots \times (-\infty ,b_{n}]:b_{i}\in \mathbb {R} \right\}\right)=\sigma \left(\left\{(a_{1},b_{1}]\times \cdots \times (a_{n},b_{n}]:a_{i},b_{i}\in \mathbb {R} \right\}\right).}
Para cada um desses dois exemplos, a familia geradora é um sistema-π.

### σ-álgebra gerada por conjuntos cilíndricos
Suponha
{\displaystyle X\subset \mathbb {R} ^{\mathbb {T} }=\{f:f(t)\in \mathbb {R} ,\ t\in \mathbb {T} \}}
é um conjunto de funções de valores reais. Deixe {\displaystyle {\mathcal {B}}(\mathbb {R} )} denotar os subconjuntos de Borel de "R". Um conjunto de cilindros de  X é um conjunto finitamente restrito definido como 
{\displaystyle C_{t_{1},\dots ,t_{n}}(B_{1},\dots ,B_{n})=\{f\in X:f(t_{i})\in B_{i},1\leq i\leq n\}.}
Cada
{\displaystyle \{C_{t_{1},\dots ,t_{n}}(B_{1},\dots ,B_{n}):B_{i}\in {\mathcal {B}}(\mathbb {R} ),1\leq i\leq n\}}
é um sistema-π que gera uma σ-álgebra {\displaystyle \textstyle \Sigma _{t_{1},\dots ,t_{n}}}. Então a família de subconjuntos 
{\displaystyle {\mathcal {F}}_{X}=\bigcup _{n=1}^{\infty }\bigcup _{t_{i}\in \mathbb {T} ,i\leq n}\Sigma _{t_{1},\dots ,t_{n}}}
é uma álgebra que gera a σ-álgebra cilíndrica para X. Essa σ-álgebra  é uma (sub) álgebra da  σ-álgebra de Borel determinada pelo topologia produto de  {\displaystyle \mathbb {R} ^{\mathbb {T} }} restrito para X.
Um caso especial importante é quando {\displaystyle \mathbb {T} } é o conjunto de números naturais e  X é um conjunto de sequências de valores reais.  Nesse caso, é suficiente considerar os conjuntos cilíndricos 
{\displaystyle C_{n}(B_{1},\dots ,B_{n})=(B_{1}\times \cdots \times B_{n}\times \mathbb {R} ^{\infty })\cap X=\{(x_{1},x_{2},\dots ,x_{n},x_{n+1},\dots )\in X:x_{i}\in B_{i},1\leq i\leq n\},}
para os quais 
{\displaystyle \Sigma _{n}=\sigma (\{C_{n}(B_{1},\dots ,B_{n}):B_{i}\in {\mathcal {B}}(\mathbb {R} ),1\leq i\leq n\})}
é uma não decrescente sequência de σ-álgebras.

### σ-álgebra gerada por variável ou vetor aleatório
Suponha {\displaystyle (\Omega ,\Sigma ,\mathbb {P} )} é um espaço de probabilidade. Se {\displaystyle \textstyle Y:\Omega \to \mathbb {R} ^{n}} é mensurável com respeito a σ-álgebra de Borel em Rn então Y é chamada de "' variável aleatória"' (n = 1) ou vetor aleatório (n > 1). A σ-álgebra gerada por Y é
{\displaystyle \sigma (Y)=\{Y^{-1}(A):A\in {\mathcal {B}}(\mathbb {R} ^{n})\}.}

### σ-álgebra gerada por processo estocástico
Suponha {\displaystyle (\Omega ,\Sigma ,\mathbb {P} )} é um espaço de probabilidade e {\displaystyle \mathbb {R} ^{\mathbb {T} }} é o conjunto de funções de valores reais em  {\displaystyle \mathbb {T} }. Se {\displaystyle \textstyle Y:\Omega \to X\subset \mathbb {R} ^{\mathbb {T} }} é mensurável com respeito à σ-álgebra cilíndrica  {\displaystyle \sigma ({\mathcal {F}}_{X})} (veja acima) para X então Y é chamada de ""processo estocástico"" ou  ""processo aleatório"". A σ-álgebra gerada por Y é
{\displaystyle \sigma (Y)=\left\{Y^{-1}(A):A\in \sigma ({\mathcal {F}}_{X})\right\}=\sigma (\{Y^{-1}(A):A\in {\mathcal {F}}_{X}\}),}
a σ-álgebra gerada pelas imagens inversas dos conjuntos cilíndricos.